# Arie van den Beukel

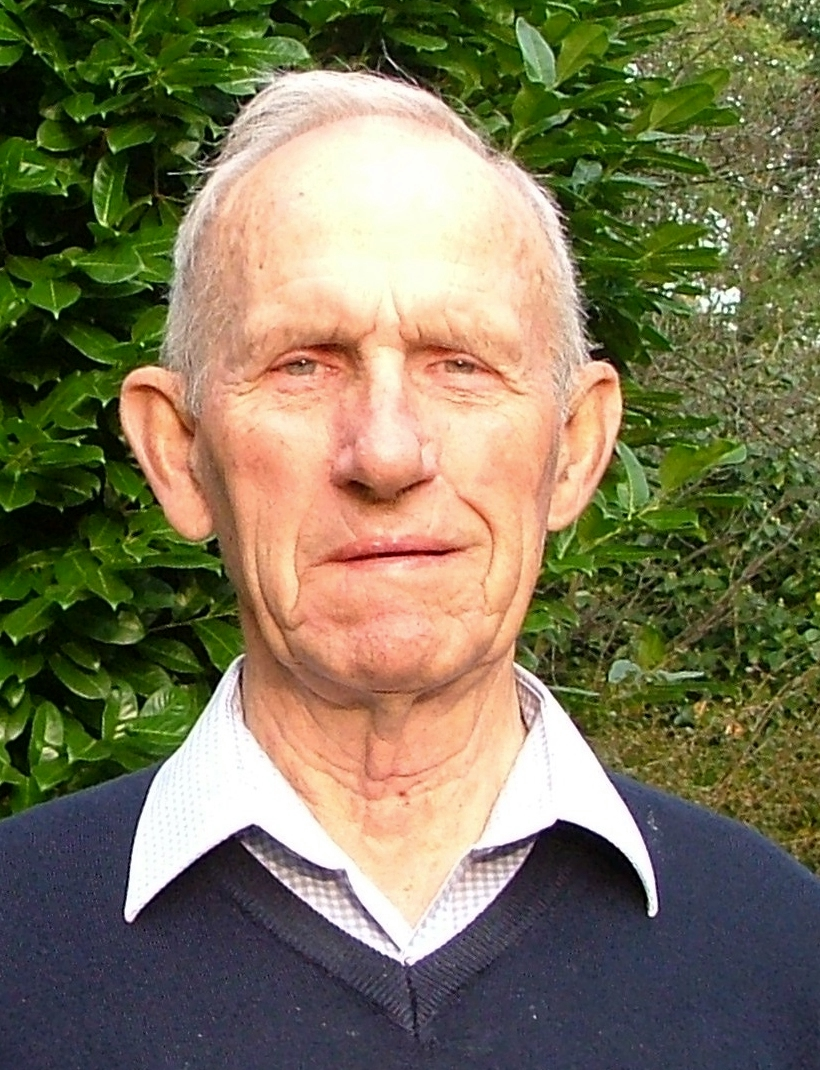
Arie van de Beukel, 2016

Arie van den Beukel (Delft, 21 maart 1933) is een Nederlandse emeritus hoogleraar in de natuurkunde aan de afdeling Materiaalkunde van de Technische Universiteit Delft en schrijver van christelijke boeken over de (natuur)wetenschap.
Van den Beukel is vanaf 1990 landelijk bekend geworden door een viertal boeken waarin hij, volgens eigen zeggen, "de arrogantie van de moderne wetenschap aan de kaak stelt". Hij verwerpt de gedachte dat de wetenschap in staat zou zijn om antwoorden te geven op de diepste zinvragen van het leven. Wetenschappers die dit suggereren overschrijden volgens hem de grens van de wetenschap en gebruiken hun wetenschap als voertuig voor een levensbeschouwing. Van den Beukel wil laten zien dat het niet dwaas of onwetenschappelijk hoeft te zijn om in God en de Bijbel te geloven. Zijn boeken hebben talloze herdrukken beleefd.
Arie van den Beukel is lid van de Gereformeerde Kerken in Nederland (opgegaan in de Protestantse Kerk in Nederland).

## Werken
- De dingen hebben hun geheim - gedachten over natuurkunde, mens en God, herdruk 2004, 189 blz., uitgeverij Ten Have - Baarn, ISBN 9025952240 - over de (vermeende) pretenties van natuurwetenschappers
- Met andere ogen - over wetenschap en zoeken naar zin, herdruk 1999, 231 blz., uitgeverij Ten Have - Baarn, ISBN 9025945864 - over de (vermeende) pretenties van biologen
- Geen beter leven dan een goed leven - over de kwaliteit van het bestaan, herdruk 2001, 223 blz., uitgeverij Ten Have - Baarn, ISBN 902594759-X - over de (vermeende) pretenties van economen
- Waarom ik blijf - gedachten over geloof, theologie en wetenschap, druk 2003, 176 blz., uitgeverij Ten Have - Baarn, ISBN 9025953468 - over de (vermeende) onwetenschappelijkheid van moderne/vrijzinnige theologen zoals Harry Kuitert

- International Standard Name Identifier: 0000 0000 8472 8576
- Library of Congress Control Number: nr92008860
- Nationale Bibliotheek van Israël: 987007321263305171
- Nederlandse Thesaurus van Auteursnamen: 069982864
- Virtual International Authority File: 113478114
- WorldCat: E39PBJdCkCR4Hvmt8TbfQFWv73